# Волчонок (мультсериал)
«Волчонок» (англ. Teen Wolf) — американский мультсериал, выходивший в эфир с 1986 по 1987 год. Производством занималась студия Southern Star Productions в сотрудничестве с Clubhouse Pictures.
В Великобритании назывался «Анимационные приключения Волчонка» (англ. The Cartoon Adventures of Teen Wolf).
Мультсериал основан на фильме «Волчонок» 1985 года.

## Сюжет
Сериал рассказывает о мальчике-подростке Скотте и его семье, ставшей жертвами проклятья оборотня. Скотт живёт в городе Вулфтаун — прославленном месте для туристов, мечтающих встретить оборотня. Никто из горожан не знает о том, что Скотт и его семья — оборотни.

## Роли озвучивали
- Таунсенд Колман — Скотт Говард
- Джинни Эллиас — Буфь
- Джеймс Хэмптон — Гарольд Говард
- Стейси Кич-Старший — Дедушка Говард
- Джун Форэй — Бабушка Говард / Миссис Сеслик
- Дон Мост — Стайлз
- Уилл Райан — Чабс
- Шерил Бернштайн — Фрида, домовладелица
- Крейг Шеффер — Мик МакКаллистер
- Кеннет Марс — Мэр Маркони

А также Френк Уэлкер, Брайан Камиингз, Мона Маршалл, Эллен Герстелли и др.

## Список эпизодов[2]

### Сезон 1
- 1x01: Семейная тайна Волчонка / Teen Wolf's Family Secret (13 сентября 1986)
- 1x02: Дедушка в приюте для собак / Grandpa's in the Doghouse (20 сентября 1986)
- 1x03: Охотник за оборотнем / The Werewolf Buster (27 сентября 1986)
- 1x04: Повреждённый волк / Shopworn Wolf (4 октября 1986)
- 1x05: Зверь внутри / The Beast Within (11 октября 1986)
- 1x06: Сажая семейное древо / Up a Family Tree (18 октября 1986)
- 1x07: Гордость волка / Wolf Pride (25 октября 1986)
- 1x08: Волк моих грёз / Wolf of My Dreams (1 ноября 1986)
- 1x09: Лидер повстанцев / Leader of the Pack (8 ноября 1986)
- 1x10: Проклятье красной лапы / The Curse of the Red Paw (15 ноября 1986)
- 1x11: Настоящий американский оборотень / The All-American Werewolf (22 ноября 1986)
- 1x12: Под моими чарами / Under My Spell (29 ноября 1986)
- 1x13: Волчонок уходит в отрыв / Teen Wolf Punks Out (6 декабря 1986)

### Сезон 2
- 2x01: Проклятье Волчонка / Teen Wolf's Curse (19 сентября 1987)
- 2x02: Жизнь Волчонка — не сахар / It’s No Picnic Being Teen Wolf (26 сентября 1987)
- 2x03: Сумасшедший дом / Toot Toot, Tut Tut and All That Rot (3 октября 1987)
- 2x04: Приключения на ферме / Down on the Farm (10 октября 1987)
- 2x05: Записки сумасшедшего оборотня / Diary of a Mad Werewolf (17 октября 1987)
- 2x06: Волчонок, возвращайся домой! / Teen Wolf, Come Home (24 октября 1987)
- 2x07: Скотт и Воющие люди / Scott and the Howlers (31 октября 1987)
- 2x08: Воющие родственники / Howlin' Cousins (7 ноября 1987)

## Отличия от фильма
- В фильме город носил название Beacontown. В сериале его переименовали в Wolverton.
- В мультсериале о том, что Скотт — оборотень знают лишь его семья, Стайлз и Буфь.
- Бабушка и дедушка, а также младшая сестра Луп (англ. Lupe) не появляются в фильме — Скотт единственный ребёнок.
- В фильме у Гарольда серый мех, в сериале — тёмный.
- В фильме Мику 21 год, так как он не окончил обучение, проведя некоторое время в тюрьме. В сериале ему 18, ровесник остальных персонажей.
- В фильме Пэм — светлая блондинка, а в мультсериале — тёмная блондинка и капитан школьной группы поддержки.

## Релиз

Обложка 3-х дискового австралийского издания сериала.

### VHS
- Волчонок: Волк моих грёз (англ. Teen Wolf: Wolf of My Dreams)[3] — содержит 2 эпизода
- Волчонок: Истинный оборотень Америки (англ. Teen Wolf: All American Werewolf) — содержит 4 эпизода

### DVD
Трёх-дисковое издание сериала, включающее все 21 эпизод, выходило в Австралии.